# Ambasada Białorusi w Londynie
Ambasada Białorusi w Londynie – misja dyplomatyczna Republiki Białorusi w Zjednoczonym Królestwie Wielkiej Brytanii i Irlandii Północnej.
Ambasador Białorusi w Londynie oprócz Zjednoczonego Królestwa akredytowany jest również w Irlandii, przy Stolicy Apostolskiej i przy Zakonie Maltańskim.

## Historia
Stosunki dyplomatyczne pomiędzy Białorusią i Wielką Brytanią nawiązano 27 stycznia 1992. W lipcu 1993 utworzono Konsulat Generalny Białorusi w Londynie. W czerwcu 1994 przekształcono go w ambasadę.
Stosunki dyplomatyczne pomiędzy Białorusią i Irlandią nawiązano 27 marca 1992.
Od 2013 ambasada jest odpowiedzialna również za stosunki Białorusi ze Stolicą Apostolską i Zakonem Maltańskim.

## Ambasadorzy
- Uładzimir Siańko (1994)
- Uładzimir Szczasny (1995 – 2000)
- Waleryj Sadocha (2000 – 2002)
- Alaksiej Mażuchou (2002 – 2006)
- Alaksandr Michniewicz (2006 – 2012)
- Siarhiej Alejnik (2013 – 2020)
- Maksim Jermałowicz (2020 – nadal)[2]